# برناديت فلين
برناديت فلين (بالإنجليزية: Bernadette Flynn)‏ هي راقصة أيرلندية، ولدت في 1 أغسطس 1979 في نينا ‏ في جمهورية أيرلندا.

## وصلات خارجية
- برناديت فلين على موقع IMDb (الإنجليزية)
- برناديت فلين على موقع ديسكوغز (الإنجليزية)
- برناديت فلين على موقع قاعدة بيانات الفيلم (الإنجليزية)